# Back for the First Time
Back for the First Time – drugi album amerykańskiego rapera Ludacrisa, wydany 17 października 2000 roku przez wytwórnię Def Jam Recordings. Album osiągnął status potrójnej platyny i zajął 4. miejsce na liście Billboard 200. Większość utworów znajdujących się na albumie pochodzi z pierwszej płyty rapera, Incognegro, która została wydana niezależnie w 1999 roku.

## Single
1. „What’s Your Fantasy” – pierwszy singiel nagrany z debiutującą raperką Shawnną. Wydany został jako singiel CD 12 września 2000 roku. Utwór ukazał się również na nielegalu Ludacrisa Incognegro. Singiel zajął 21. miejsce na Billboard Hot 100 i 19. miejsce na UK Singles Chart
2. „Southern Hospitality” – drugi singiel nagrany z Pharellem Williamsem, wydano go 2 stycznia 2001 roku. Zajął 23. pozycję na Billboard Hot 100

## Lista utworów
1. U Got A Problem?
2. Game Got Switched
3. 1st & 10 (featuring Infamous 2-0 & Lil’ Fate)
4. What’s Your Fantasy  (featuring Shawnna & Sessy Melia)
5. Come On Over (Skit)
6. Hood Stuck
7. Get Off Me (featuring Pastor Boy)
8. Mouthing Off (featuring 4-IZE)
9. Stick ’Em Up  (featuring UGK)
10. Ho (skit)
11. Ho
12. Tickets Sold Out (Skit)
13. Catch Up (featuring Infamous 2-0 & Fate Wilson)
14. What’s Your Fantasy (Remix)  (featuring Trina, Shawnna & Foxy Brown)
15. Phat Rabbit (featuring Timbaland)